# Chrysopa commata
Chrysopa commata là một loài côn trùng trong họ Chrysopidae thuộc bộ Neuroptera. Loài này được Kis & Ujhelyi miêu tả năm 1965.